# Gwinner
Gwinner é uma cidade localizada no estado norte-americano de Dacota do Norte, no Condado de Sargent.

## Demografia
Segundo o censo norte-americano de 2000, a sua população era de 717 habitantes.
Em 2006, foi estimada uma população de 722, um aumento de 5 (0.7%).

## Geografia
De acordo com o United States Census Bureau tem uma área de
3,3 km², dos quais 3,3 km² cobertos por terra e 0,0 km² cobertos por água. Gwinner localiza-se a aproximadamente 386 m acima do nível do mar.

## Localidades na vizinhança
O diagrama seguinte representa as localidades num raio de 24 km ao redor de Gwinner.